# Volta ao Algarve de 2000
A 26ª edição da Volta ao Algarve foi uma carreira de ciclismo de estrada por etapas que se celebrou entre o 8 e o 12 de fevereiro de 2000 sobre um percurso de 692,5 km, repartidos em 5 etapas, entre Tavira e Fóia.

A carreira foi vencida pelo corredor esloveno Alex Zülle da equipa Banesto, em segundo lugar José Azevedo (Maia-MSS) e em terceiro lugar Andrei Zintchenko (LA-Pecol).

## As etapas
| Etapa     | Localidades            | km       | Vencedor       | Segundo | Terceiro | Duração         | Velocidade média | Líder da geral |
| 1.ª etapa | Tavira - Tavira        | 177,6    | Ángel Edo      |         |          | X h XX min XX S | XX,XXX km h      | Ángel Edo      |
| 2.ª etapa | Antônio - Castro Marim | 175,7    | Aitor González |         |          | X h XX min XX S | XX,XXX km h      |                |
| 3.ª etapa | Faro - Loulé           | 185,7    | Ángel Edo      |         |          | X h XX min XX S | XX,XXX km h      |                |
| 4.ª etapa | Guia - Albufeira       | ITT 12,8 | Alex Zülle     |         |          | X h XX min XX S | XX,XXX km h      |                |
| 5.ª etapa | Lagos - Fóia           | 140,7    | José Azevedo   |         |          | X h XX min XX S | XX,XXX km h      | Alex Zülle     |

## Classificações Secundárias
| Classificação por pontos       | Ángel Edo X pts         |
| Classificação da montanha      | Pedro Lopes x pts       |
| Classificação da melhor equipa | Banesto X h XX min XX S |

## Lista das equipas
| Porta da Ravessa   | Maia-MSS          | Euskaltel-Euskadi |
|                    |                   |                   |
| Kelme-Costa Branca | LA-Pecol-Calbrita | Festina-Lotus     |
|                    |                   |                   |
| Banesto            |                   |                   |
|                    |                   |                   |